# Cichlasoma sanctifranciscense
Cichlasoma sanctifranciscense är en fiskart som beskrevs av Kullander, 1983. Cichlasoma sanctifranciscense ingår i släktet Cichlasoma och familjen Cichlidae. Inga underarter finns listade i Catalogue of Life.